# San Juan del Cesar
San Juan del Cesar – miasto w Kolumbii, w departamencie La Guajira.